# Smrt in pogreb Harryja Trumana
Harry S. Truman, 33. predsednik Združenih držav Amerike, je umrl 26. decembra 1972 zaradi odpovedi več telesnih organov. Pred tem je 20 dni preživel v bolnišnici Kanass City, kjer je umrl. Njegova družina ni priredila državnega pogreba, ampak se je odločila za bolj zasebni pogreb. Trumanov pogreb je bil izveden dva dni po njegovi smrti, v njegovi predsedniški knjižnici in muzeju v Independence, Missouri, kjer so ga pokopali.   

## Bolezen in smrt
Truman se je že nekaj let pred smrtjo soočal z številnimi zdravstvenimi težavami. Njegovo zdravje se je začelo resno slabšati leta 1970, ko je doživljal ponavljajočo se vrtoglavico in artritis, zaradi česar je postal veliko manj aktiven. Proti koncu leta 1971 so mu zdravniki diognastiricali srčno popuščanje in pljučno kongestijo.
Konec novembra 1972 se je Truman prehladil in zbolel, njegov prehlad pa se je kmalu razvil v pljučnico, ki se je s časoma poslabšala. Njegovi stanje se ni izboljšalo, zato je bil 5. decembra sprejet v raziskovalno bolnišnico in medicinski center Kansas City, kjer so ga hospitalizrali. Njegovo zdravje se je še naprej slabšalo, dva tedna pozneje pa je zbolel za več organsko odpovedjo, pri čemer so mu odpovedali razni telesni organi, izmerili pa so mu tudi slabo stanje srca. Na božični dan je padel v komo in 26. decembra 1972 je 88-letni Harry Truman ob 7:50 umrl. 
Po njegovi smrti je bila izvedena obdukcija trupla, kjer so ugotovili, da je umrl zaradi odpovedi več pomembnih organov, k njihovi odpovedi pa sta prispevala tudi pljučnica in srčno popuščanje.

## Pogreb
Njegova žena Bess Truman se je odločila izvesti zasebni pogreb in ne državni pogreb v Washingtonu.
Zvečer 26. decembra je bilo Trumanovo truplo v krsti z ameriško zastavo odpeljano v kapelo Carsonovega pogrebnega doma v središču mesta Independce. 27. decembra zgodaj popoldne je nato krsto motorcada odpeljala od kapelice do Trumanove knjižnice, kjer je bila od 15:00 ure dalje na voljo za ogled. 28. decembra ob 11:00 uri so se začele priprave na pogreb, ko je bil ogled krste končan. 

Pogreb se je začel ob 14:00 uri 28. decembra 1972, ko je osem vojaških klepetarjev premestilo krsto na oder. Pogreba so se med veliko množico udeležili tudi ameriški predsednik Richard Nixon in nekdanji predsednik Lydon B. Johnson. Najprej je množica opravila dve molitvi, nato pa so pripeljali krsto na dvorišče pred knjižnico, kjer je pripadnik pogreba Sir Lembacke v roko vzel peščico zemlje iz groba, ki je bil izkopan za pokopati Trumana, in dejal:
Vsemogočnemu Bogu izročamo dušo našega brata, ki je umrl in njegovo telo predajamo zemlji; zemlja zemlji, pepel pepelu, prah prahu; v zanesljivem upanju na vstajanje v večno življenje.
Ob 15:20 so nato Trumana pokopali v grobu pred njegovo knjižnico v Missouriju. Naslednji dan so pred njegov grob prišli številni žalujoči, ki so se mu poklonili. Teden dni po pogrebu so se tuji dostojanstveniki in Wahsingtonski uradniki udeležili spominske slovesnosti v Wahsingtonski nacionalni katedrali.